# ソフトランディング

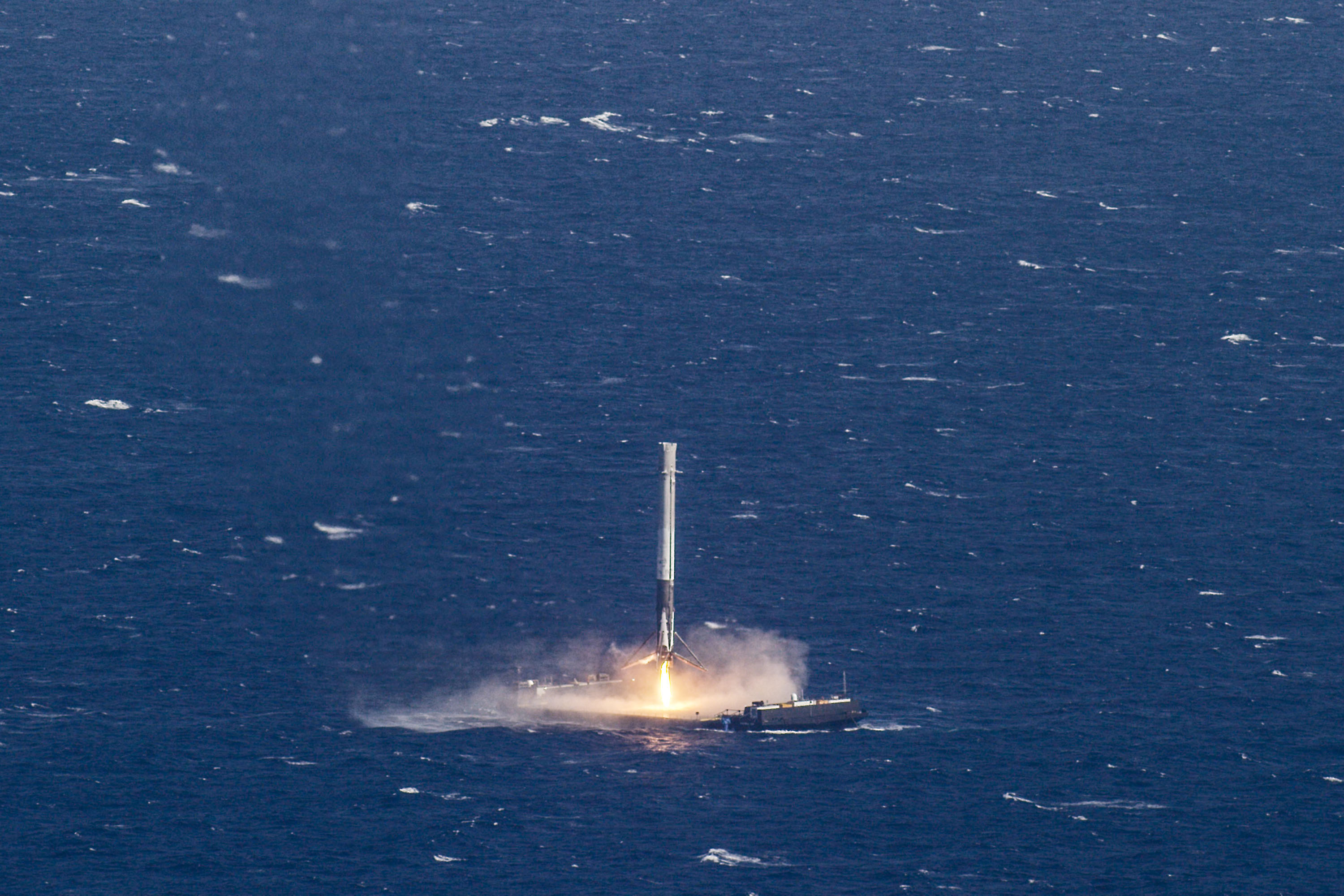
無人船にソフトランディングするスペースXファルコン9第1段目

ソフトランディング（軟着陸）とは、航空機、ロケット等が機体またはその積載物に重大な損傷や破壊をもたらさない着陸のことです。軟着陸の平均垂直速度は、毎秒約2メートル以下である必要があります。軟着陸の方法としては
- パラシュート (多くの場合、水中に着陸します)。

- 逆噴射ロケットを使用した垂直ロケット動力 (VTVLと呼ばれることが多い) 。垂直着陸はVTOLと呼ばれ、通常はロケットではなく水平姿勢で着陸する航空機用。

- 水平着陸。ほとんどの航空機とスペース シャトルなどの一部の宇宙船は、パラシュートを伴ってこの方法で着陸します。

反対語はハードランディング（硬着陸）。
景気動向の緩やかな変動の意味にも用いられる。景気循環#景気の表現の仕方も参照のこと。
脚注
1. ↑  Sreedhar, Vidya (2023年8月23日). “Chandrayaan-3 Effect! These 7 space-related stocks scale 52-week highs”. The Economic Times. ISSN 0013-0389 2023年8月27日閲覧。